# 1000 유전체 프로젝트

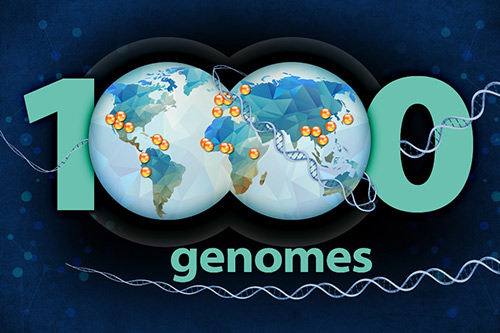

1000 유전체 프로젝트(1000 Genomes Project)는 2008년 1월에 영국, 미국, 중국이 합작하여 3년 내에 다양한 인종으로 구성된 인간 1000명의 유전체를 해독하는 국제 프로젝트이다. 인간 게놈 프로젝트 이후 가장 큰 규모의 유전체 프로젝트이다. 기존에 한두 명의 게놈 지도를 해석하는 것이 아니라, 빠른 속도로 많은 사람의 유전체를 한꺼번에 해석하여 변이체학의 기초를 이룰 수 있는 매우 귀중한 자료를 만들겠다는 것이다. 또한, 이 자료는 일반인이 쉽게 찾을 수 있도록 공개된다.
이 프로젝트는 궁극적으로 1000 달러 유전체 프로젝트나 0 달러 유전체 프로젝트의 기초가 될 것으로 기대될 프로젝트로 알려져 있다.
유전학, 약리학, 의학, 생화학, 진화유전학, 생물정보학 등에 도움을 줄 것으로 예상된다.

## 같이 보기
- 유전체학
- 개인유전체학